# Печатный двор имени А. М. Горького
Печа́тный двор им. А. М. Го́рького — комплекс бывшей типографии в Санкт-Петербурга, построенный в 1907-1910 году по проекту архитектора Леонтия Н. Бенуа при участии Людвига Шрётера. Комплекс занимает участок, ограниченный Чкаловским проспектом, Гатчинской и Ораниенбаумской улицами. На момент открытия в XIX веке типография была крупнейшей в России, в XX веке неоднократно модернизировалась. В 2012 году производство было выведено с территории комплекса, площади отданы под аренду. С начала 2010-х городские власти рассматривают проекты редевелопмента.

## История

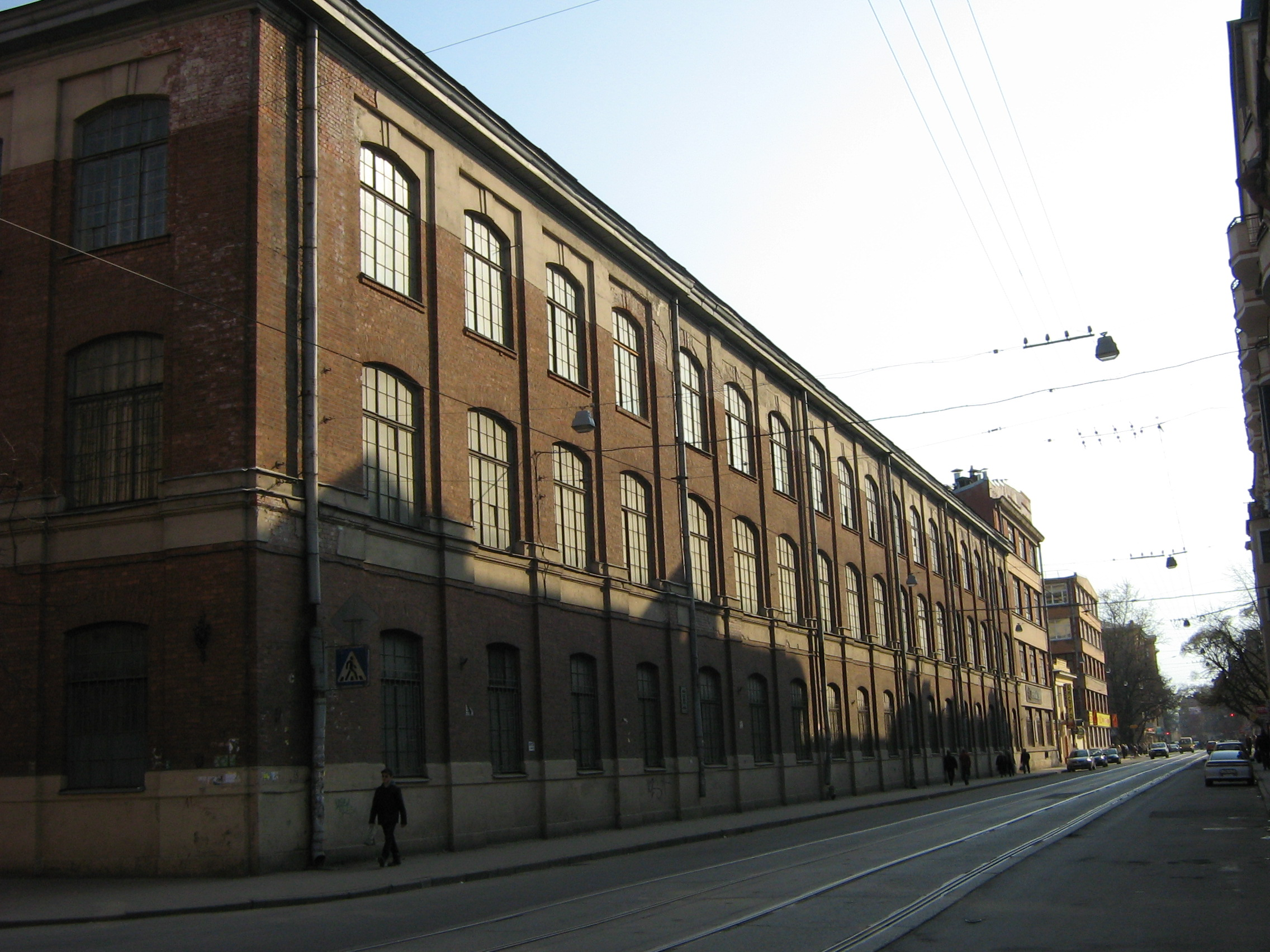
Фасад главного корпуса на углу Гатчинской улицы, обращённый к Чкаловскому проспекту

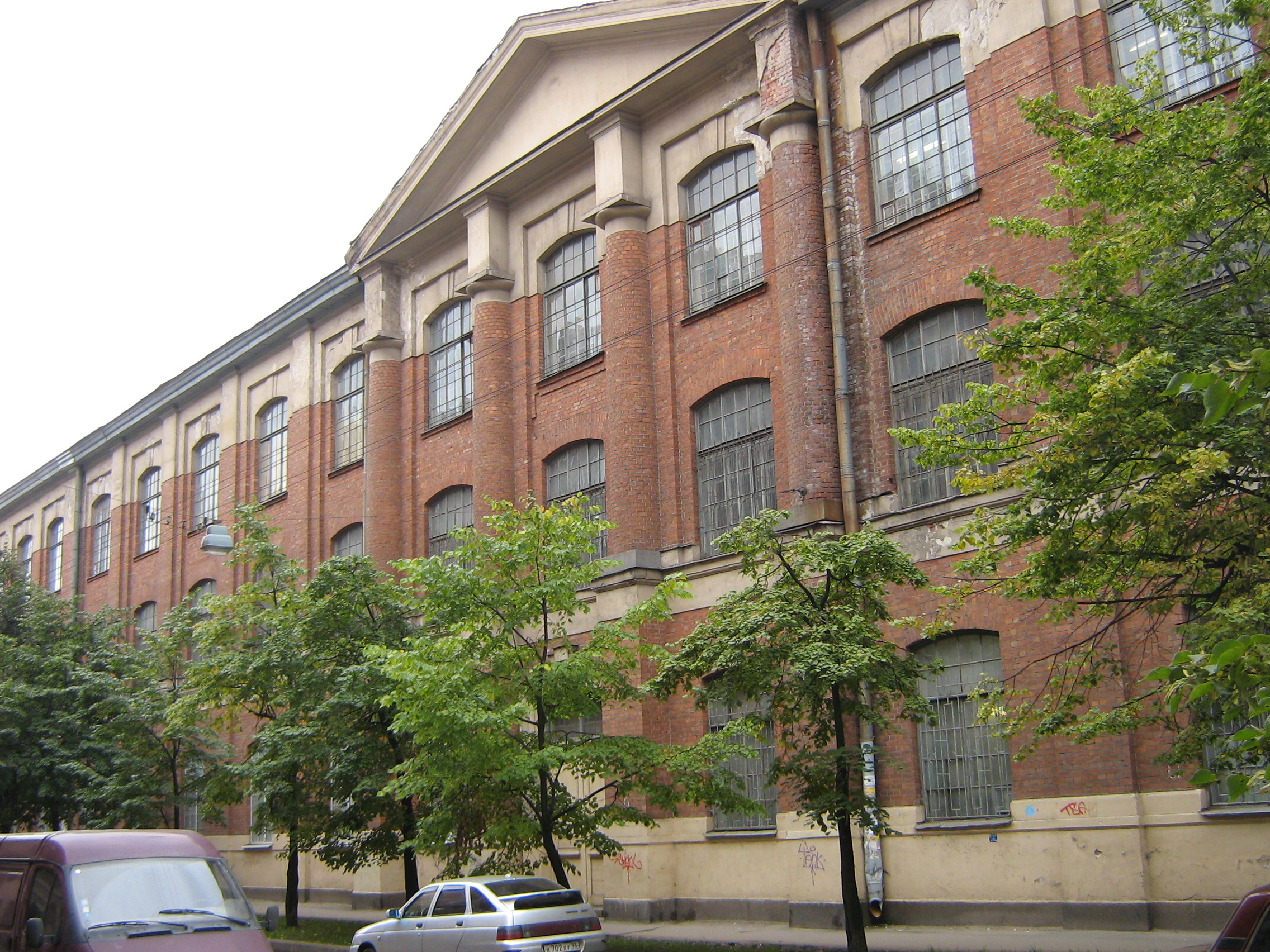
Фасад, обращённый к Гатчинской улице

### Императорский печатный двор
«Печатный двор» в Санкт-Петербурге был по указу Николая I 4 октября1827 года.
Для строительства нового типографского комплекса в 1905 году был выделен практически не застроенный участок на углу Гатчинской улицы (дома № 24-26) и Геслеровского переулка (современный Чкаловский проспект, дом № 15). Проект возглавил архитектор Леонтий Бенуа, завершающими работами руководил Людвиг Шрётер. От Бенуа требовалось создать одну из крупнейших типографий мира, не уступавшую Парижской национальной типографии, в условиях крайне ограниченного финансирования. Проект, разработанный Бенуа, был реализован только наполовину, вторую очередь достраивали уже в конце 1920-х годов.
Историки архитектуры Борис Кириков и Маргарита Штиглиц описывают оформление главного здания типографии как синтез кирпичного стиля с неоклассическими чертами, демонстрирующее, однако, и близость к зрелому модерну. Здание освещено со всех сторон и увенчано стеклянным куполом. Его можно сравнить с работами немецкого архитектора Петера Беренса 1910-х годов.
Строительство типографии было завершено в 1910 году. Она стала крупнейшей в стране и получила самое современное оборудование — линотипы, наборные машины-типографы, монотип-клавиатуры и монотип-отливные машины. Комплекс типографии включал также общежитие для рабочих, столовую на 400 мест, лазарет, электроподстанцию, магазин и баню.
На новой типографии печатали в основном государственные документы — постановления, отчёты и проекты, а также выпускали дорогие малотиражные издания.

### «Фабрика книги»
В 1922 году типографию переименовали в «Печатный двор», а в 1923-м модернизировали, заменив старые станки на новые американские печатные прессы.
Вторая очередь комплекса на углу Ораниенбаумской ул. тогда не была осуществлена. Предназначавшийся для неё участок был застроен в 1930-е годы новыми корпусами типографии, решёнными в стиле конструктивизма по проекту московского архитектора Бориса Великовского.
В 1936 году, после смерти Горького, типографии было присвоено имя писателя.
В 1940-м фабрику реконструировали, однако с началом Второй Мировой войны производство пришлось заморозить. Типография вновь начала работать 1 октября 1944 года, а к 1947-му удалось превзойти довоенные показатели выпуска продукции.
В 1988 году Государственная типография была включена в Список памятников архитектуры, подлежащих государственной охране как памятники местного значения.

## Современность
К 2002-му году на Печатном дворе ежегодно выпускалось около 10 млн книг в твёрдой обложке и около 16 млн в мягком переплёте. В 2004-м ежемесячно типография получала около 300 заказов.
В 2006 году предприятие «Печатный двор имени А. М. Горького» было акционировано, а в 2010-м — присоединено к ОАО «Первая образцовая типография», активы Печатного двора получила московская компания «СПб-Принт». В 2012 году начался вывод производства из корпусов, после чего освободившиеся площади были отданы под коммерческую аренду. Ещё в 2010-м году Росимущество начало переговоры с Российским аукционным домом о продаже комплекса и с девелоперскими компаниями о разработке проекта редевелопмента. В 2012-м КГИОП включил часть построек комплекса типографии в реестр объектов культурного наследия. Охранный статус получили Дом рабочих организаций, административные корпуса на Гатчинской, Ораниенбаумской улицах и Чкаловском проспекте. Планировалось, что все не состоящие на охране как памятники архитектуры здания будут снесены, после чего полезная площадь аренды вырастет до 70 тыс. м2.